# 絶対民主主義
絶対民主主義（ぜったいみんしゅしゅぎ、英: absolute democracy）とは、国民が直接行使する極端な権力を示す仮想的な政治形態である。

## 解説
主に社会主義や権威主義（ファシズムなど）の思想を絶対否定し、民主主義に基づいて強権的な政治を行なっていく政治形態である。独裁的民主主義、権威民主主義とも呼ばれる。これを、スイスの政治制度に見られるような権力民主主義（power democracy、社会的・政治的問題を調整するための選挙活動が他の民主主義国家よりも頻繁に行われる）と混同するべきではない。
絶対的な民主主義には、多数派の利益が優先され、少数派のニーズが無視される可能性があるというリスクが伴っている。民主主義は一般に人々を満足させるよう努めているが、絶対的民主主義には少数派の意見を聞いたり認めたりするための保護が欠けていることがある。
フランシス・ディヴァイン（Francis Devine）が『絶対民主主義か、抗えない権利か: ホッブズ対ロック』（"Absolute Democracy or Indefeasible Right: Hobbes Versus Locke"、1975年）で説明しているように、アメリカ政治では絶対民主主義と自由主義の間に緊張があった。ディヴァインはリベラリズムを「人間の特定の基本的な自由は要約できないという主張」であると説明する。
絶対的な民主主義には、現代の民主主義の政治システムによく見られる保護が欠けている。たとえば、絶対民主主義では、いかなる問題についても「超過半数」が投票する必要はない（つまり、すべての問題はわずか50%の投票で決定することができる）。超過半数の要件は民主主義に制限を与えることになるが、絶対民主主義にはそのような制限がない。その結果、すべてが有権者の監視下にあり、単純な多数決で覆される可能性があるため、政策は安定的または長期的ではない可能性がある。

## イデオロギー
絶対的な民主主義は多数派の専制政治につながる可能性があり、少数派が無視される可能性が否めない。絶対民主主義は完全に変更可能なシステムとして機能し、権利や特権などのものが意味を失い始めることになる。なぜなら、権利は選挙で投票で剥奪される可能性があるからである。